# Loża prasowa
Loża prasowa – polski telewizyjny program publicystyczny prowadzony przez Małgorzatę Łaszcz w stacji TVN24, rozpoczynający się w każde niedzielne przedpołudnie (nie dotyczy niedziel wyborczych, kiedy program nie jest emitowany) po programie Kawa na ławę. Lożę prasową w zastępstwie prowadzi Andrzej Morozowski.
W programie zaproszeni dziennikarze (jednorazowo cztery osoby) komentują wydarzenia krajowej sceny politycznej z ostatniego tygodnia.